# Vila Seca (Condeixa-a-Nova)
Pour les articles homonymes, voir Vila Seca.
Vila Seca est une ancienne paroisse civile portugaise (en portugais : freguesia) de la municipalité de Condeixa-a-Nova dans le district de Coimbra.
La loi no 11-A/2013 du 28 janvier 2013, portant réorganisation administrative du territoire des freguesias, fusionne Vila Seca avec la paroisse voisine de Bem da Fé pour former l’União das freguesias de Vila Seca e Bem da Fé (dont le siège est à Vila Seca).